# Ignatianische Exerzitien

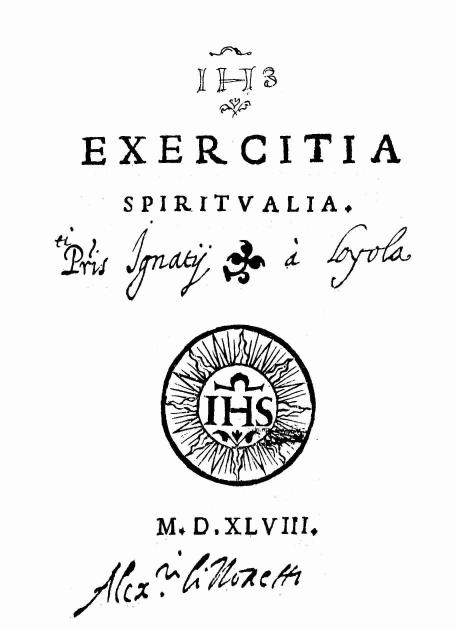
Exercitia spiritualia (1548), erste Ausgabe von Antonio Bladio

Ignatianische Exerzitien (spanisch ejercicios espirituales, lateinisch exercitia spiritualia, von 
exercitium „Übung“, das in der mittelalterlichen Gesundheitslehre als Ausgleich von Bewegung und Ruhe (motus et quies) zu den auf dem griechisch-römischen Arzt Galenos und dem christlich-arabischen Gelehrten Johannitius beruhenden sogenannten sex res non naturales („sechs nicht natürliche Dinge“ oder „sechs nebennatürliche Dinge“) gehörte) sind eine Sammlung geistlicher Übungen, die Ignatius von Loyola von 1522 bis 1524 nach seinen eigenen geistlichen Praktiken anderen zugänglich machte. Sie enthalten Anleitungen zu Gebet, Meditation und Unterscheidung der Geister in einer Zeit von vier Wochen des zurückgezogenen Lebens.

## Entstehung

Verschiedene Ausgaben des Exerzitienbuches

Während der Genesung (Juni 1521 bis Februar 1522) von einem Unfall bei der Belagerung von Pamplona bekehrte sich Ignatius von Loyola zu Christus. Im Benediktinerkloster Montserrat nahm er an den Exerzitien nach Cisneros teil, die zu einem großen Teil auf der Devotio moderna der Brüder vom gemeinsamen Leben beruhen. Im Herbst 1522 begann er mit den ersten Formulierungen seiner Exerzitien. Daraus wurden Hinweise zum gesamten Ablauf der Exerzitien wie zu den einzelnen Übungen, die Zeiten des Gebets und der Besinnung enthielten. Sie waren auf den Evangelien aufgebaut und führten in vier Wochen anhand von Betrachtungen des Lebens Jesu zu einer radikalen Entscheidung für die Nachfolge Christi und die immer nach Größerem drängende Liebe, das „Magis“ zum immer größeren Gott. Er lud Freunde und andere an einer radikaleren Nachfolge Jesu Interessierte ein, sich für eine Zeit zurückzuziehen und unter seiner Anleitung dem Gebet, der Meditation und Unterscheidung der Geister zu widmen. Zu den ersten, die unter der Leitung des Ignatius Exerzitien machten, gehörten die späteren Jesuiten Peter Faber und Franz Xaver, für die diese Erfahrung ein Wendepunkt in ihrem Leben bedeutete.
Spätestens am Ende der Pariser Zeit (1528–1535) des Ignatius lag eine weitgehend abgeschlossene Fassung vor, die in einer Abschrift von Faber überliefert ist und für die Vorlage bei der Inquisition überarbeitet wurde (sog. Versio prima). In den nächsten Jahren veränderte Ignatius den Text noch mehrfach und besorgte eine neue, von ihm autorisierte Übersetzung, die 1548 von Papst Paul III. approbiert wurde. Später erschienen auch Versionen des Textes, die auf spanischsprachige Handschriften des Ignatius zurückgehen – in der Forschung wird kontrovers diskutiert, ob diese Texte einen höheren Wert haben können als die von Ignatius autorisierte lateinische Vulgata.

## Bedeutung
Diese Exerzitien bilden eine geistesgeschichtliche Wende in der christlichen Spiritualitätsgeschichte. Sie sollen die Übenden in einen unmittelbaren Dialog zwischen Gott und Mensch führen. Theologiegeschichtlich ist dies mit der „Wende zum Subjekt“ vergleichbar. Ignatius leitet die geistlichen Übungen an, um Menschen bei einer existenziellen Frage beizustehen. In Folge gewann er Freunde, die seine Gefährten wurden. Mit einigen dieser ersten Gefährten kam es zur Ordensgründung der Gesellschaft Jesu.

## Inhalt
Die Exerzitien des Ignatius dauern in ihrer Vollform vier Wochen, die nacheinander den Themen der Sünde, des Lebens und der Nachfolge des irdischen Jesus, des Leidens und Sterbens Jesu und als letztes seiner Auferstehung gewidmet sind.
Neben der Teilnahme an der Eucharistie und zwei kürzeren Zeiten der Gewissenserforschung erwartet Ignatius von den Teilnehmern an seinen Exerzitien täglich vier oder fünf Stunden Betrachtung der Evangelien. Die Exerzitien finden im Schweigen statt.
Ignatius praktizierte neben der genannten Grundform meist die kürzeren Exerzitien von einer Woche und längere Exerzitien von mehreren Monaten, in denen die Teilnehmenden ihren normalen Geschäften nachgehen und täglich eine Zeit dem Gebet widmen. Letztere werden heute als Exerzitien im Alltag bezeichnet. In vielen christlichen Gemeinden werden sie während der Fastenzeit und der Adventszeit angeboten und führen in viele verschiedene Formen des gemeinsamen und individuellen Betens ein.

## Gegenwart
Die ignatianischen Exerzitien werden von Ordensgemeinschaften und erfahrenen Laien begleitet. Sie dienen als Werkzeug der Pastoral und der spirituellen Vertiefung. Häufig werden sie in einer an die konkreten Lebensumstände angepassten Form vermittelt, beispielsweise in Form von Exerzitien im Alltag. Diese bestehen aus einer täglichen Betrachtung eines durch die Begleitperson vorgegebenen Evangelientextes und einem wöchentlichen Gespräch zur Reflexion der mit den Texten gemachten Erfahrungen. Dieser Prozess kann über mehrere Monate ausgedehnt werden.
In ihrer klassischen Form erstrecken sich die Exerzitien über dreißig Tage, die in Abgeschiedenheit mit täglich vier oder fünf über den Tag verteilten Betrachtungszeiten von je einer Stunde durchgeführt werden.
Eine im Alltag eher praktikable Kurzform sind 8- oder 10-tägige Exerzitien, wie sie häufig in katholischen Bildungshäusern angeboten werden. Ebenso als online-Exerzitien und im Kontext des interreligiösen Austauschs auch für Nicht-Christen. Die innerchristlichen Unterscheidungen zwischen evangelischen oder orthodoxen Christen spielen bei dieser religiösen Suche keine Rolle.
Aus der Spiritualität der ignatianischen Exerzitien entstanden zahlreiche religiöse Ordensgemeinschaften: zuerst die Jesuiten, aber auch Frauenorden, wie die Congregatio Jesu und die Missionarinnen Christi, sowie vielfältige Laienbewegungen, wie vor allem die Gemeinschaft Christlichen Lebens und die Ignatianischen Assoziierten.
Die Exerzitien auf der Straße wurden erstmals 2000 in Berlin angeboten und dann in verschiedenen Städten Deutschlands, der Schweiz, Österreich, Frankreich. Eine Basisbewegung macht Angebote verschiedener Dauer mit einem gemeinschaftlichen Austausch.

## Zeitschriften
Theologie und Praxis der Ignatianischen Exerzitien in der jesuitischen Tradition werden in Deutschland insbesondere durch zwei Zeitschriften weitervermittelt und vertieft: die „Korrespondenz zur Spiritualität der Exerzitien“ (Augsburg), hrsg. von der „Gemeinschaft Christlichen Lebens“ (GCL), und „Geist und Leben. Zeitschrift für christliche Spiritualität“ (Köln), hrsg. von der Deutschen Provinz der Jesuiten. Weitere Promotoren Ignatianischer Exerzitienpraxis sind: „Manresa. Revista de Espiritualidad Ignaciana“ (Madrid), „The Way. Review of Christian Spirituality“ (Oxford) und „Christus“ (Paris), die alle drei vom Jesuitenorden herausgegeben werden.

## Textausgaben
- Ignatius von Loyola: Geistliche Übungen. Nach dem spanischen Autograph übersetzt von Peter Knauer. Echter, Würzburg 1998, ISBN 3-429-02018-2.
- Ignatius von Loyola: Die Exerzitien. Übertragen von Hans Urs von Balthasar. Johannes Verlag, Einsiedeln 1993, ISBN 978-3-89411-028-4.
- Ignatius von Loyola: Geistliche Übungen. Urtext mit Erklärungen der zwanzig Anweisungen von Adolf Haas (= Kleine Bibliothek spiritueller Weisheit). Herder, Freiburg 1999, ISBN 3-451-26992-9.